# 敦煌清真寺
敦煌清真寺是一个位於中華人民共和國甘肅省敦煌市沙州镇沙梁巷的清真寺。

## 历史
这座清真寺始建于明朝，于1917年重建。1933年，敦煌清真寺在敦煌城區东南大沙梁再次重建。2017年，敦煌清真寺建成300多平米的伊斯兰文化中心。

## 建筑
占地面积2531平方米，建筑面积791平方米。清真寺由一个大殿和十个廳房组成。大殿192平方米。文革中大殿遭到破壞，1983年重建。清真寺內另有2層12米高的宣禮塔。

## 另見
- 中国伊斯兰教
- 中华人民共和国清真寺列表